# Lac de Gras
Der Lac de Gras, in der Sprache der Indigenen Ekati, ist ein See in den Nordwest-Territorien Kanadas. 

## Lage
Der Lac de Gras liegt etwa 300 km nördlich von Yellowknife, der Hauptstadt des Territoriums. Der Lac des Gras hat eine Wasserfläche von 577 km² sowie eine Gesamtfläche einschließlich Inseln von 633 km². Dabei weist er eine Länge von 60 km und eine durchschnittliche Breite von 16 km auf. Die Länge seiner Uferlinie beträgt 740 km. Der See erreicht eine maximale Tiefe von 56 m.

## Seefauna
Folgende Fischarten leben im See: Amerikanischer Seesaibling, Coregonus, Arktische Äsche, Quappe, der Saugkarpfen Catostomus catostomus sowie Cottus cognatus.

## Geschichte
Der See wurde von den Ureinwohnern Ekati genannt. Als in den 1960er Jahren Zink und Blei abgebaut wurden, entstand zur Versorgung der Mine ein Staudamm, über den die indianischen und eine dort jagende Inuit-Gruppe nicht einmal in Kenntnis gesetzt wurde. Während die Betreibergesellschaft BHP Billiton 176 Millionen Dollar Steuern an den Staat entrichtete und 339 Millionen Dollar Dividenden auszahlte, erhielten die in der Umgebung lebenden und in ihrer Existenz bedrohten Indigenen nichts. 
Lac de Gras war das Zentrum des kanadischen Diamanten-Rausches ab 1991. Zwei Diamantenminen sind in der Umgebung in Betrieb, nämlich die den ursprünglichen Namen tragende Ekati- sowie die Diavik-Diamantenmine. 1994 begannen Gespräche zwischen Betreibern und Betroffenen, die zu verschiedenen Beteiligungs- und Entschädigungsabkommen führten. Gefährdet waren vor allem die Karibus der Region, in der die größte Herde lebte. Sie umfasste rund 350.000 Tiere. Besonders schwierig wurden die Verhandlungen, weil die indigenen Gruppen selbst keine stabilen Verträge mit Kanada und dem Territorium besaßen. Am Ende waren die Kompensationen vergleichsweise gering.
Die Lagerstätte Ekati wird von einem Joint Venture der Dominion Diamond Corporation (80 %) und den beiden Geologen Chuck Fipke und Stewart Blusson (je 10 %) ausgebeutet, die 1985 Kimberlit nördlich von Lac de Gras entdeckten. Die Ekati-Lagerstätte entdeckten sie 1991. Die Mine wurde 1998 eröffnet. Die dortigen Diamanten liegen meist unterhalb flacher Gewässer. Zwischen 1998 und 2011 förderte die Mine mehr als 50 Millionen Karat Diamanten. Die Produktion sollte noch bis mindestens 2019 fortgesetzt werden.
Die 2001 errichtete und 2003 eröffnete Diavik-Mine liegt auf einer 20 km² großen Insel im See und heißt vor Ort „East Island“. Die Lagerstätte befindet sich in präkambrischen Gesteinen der Slave Geological Province, deren Gesteine vor 2,7 bis 2,5 Milliarden Jahren gebildet wurden. Die Mine fördert 8 Millionen Karat bzw. 1,6 t Diamanten pro Jahr. Sie verfügt über den Flughafen Diavik Airport mit einer 1596 m langen Kies-Landebahn. Diavik ist ein Joint Venture der Harry Winston Diamond Corp. und der Diavik Diamond Mines Inc., einem Tochterunternehmen der Rio Tinto Group. Die Betriebszeit der Diavik-Mine wird auf 16 bis 22 Jahre veranschlagt.